# سوپر انالوتو
سوپر انالوتو (به انگلیسی : SuperEnalotto) یک بازی بخت آزمایی ایتالیایی است که از ۳ دسامبر سال ۱۹۹۷ در ایتالیا برگزار می‌شود . بخت آزمایی سوپر انالوتو سخت‌ترین لاتاری دنیا از نظر احتمال برنده شدن جایزه بزرگ است و این به این معنی است که احتمال بردن جایزه جکپات در سوپر انالوتو بسیار کم است. با این حال ، سوپر انالوتو با وجود احتمال برد بسیار پایین ، میزان جایزه سطح اول (جکپات) بزرگی را داراست.

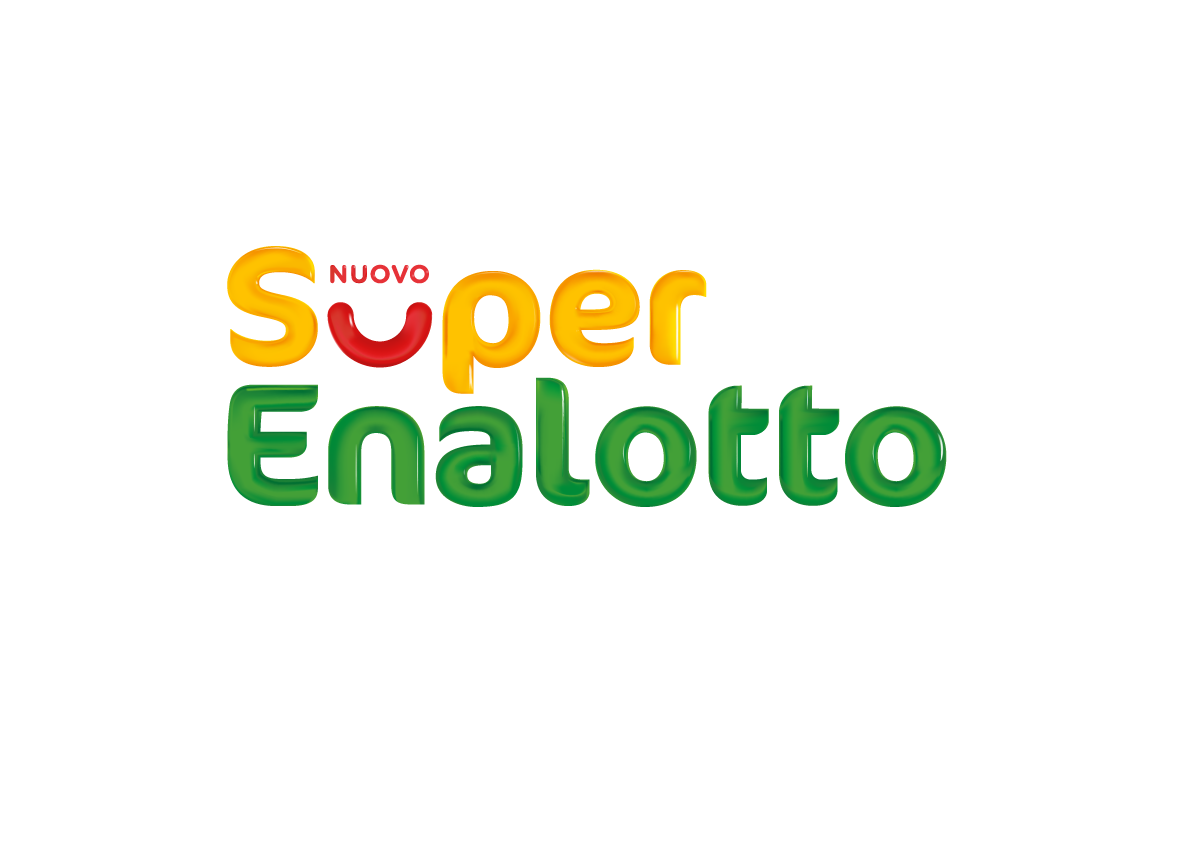

### نحوه شرکت در بازی
نحوه شرکت در بازی به صورت خرید بلیط کاغذی از باجه های بلیط فروشی در کشور ایتالیا و انتخاب ۶ عدد از ۹۰ عدد می‌باشد. بازی روزهای شنبه و سه شنبه و پنج شنبه در ساعت ۸:۰۰ عصر به وقت ایتالیا برگزار می‌شود.
گردونه اصلی بازی دارای ۹۰ توپ با شماره ۱ تا ۹۰ می‌باشد و از این تعداد ۶ توپ باید از گردونه خارج شود. جایزه بزرگ یا جکپات بازی به کسی داده می‌شود که هر شش عدد انتخابی بلیط خریداری شده او با شش عدد بیرون آمده از گردونه مسابقه مطابقت داشته باشد. علاوه بر این جوایز کوچک تری نیز با مطابقت پنج، چهار و نیز سه عدد داده می شود.
جایزه جکپات سوپر انالوتو از حداقل پنج میلیون یورو شروع می‌شود و در صورت برنده نشدن در بازی بعدی افزایش می‌یابد و سقفی برای این جایزه وجود ندارد طوری که بزرگترین جایزه فعلی این لاتاری تا امروز میزان ۳۷۱ میلیون یورو بوده است که در ۱۶ فوریه سال ۲۰۲۳ به بلیطی داده شد که شامل نود شرکت کننده یک سندیکا بود.

### جایزه بزرگ (جکپات)
جکپات لاتاری سوپر انالوتو (جایزه اصلی و سطح اول بازی) هنگامی به بلیط خریداری شده داده می شود که تمام ۶ عدد انتخاب شده بلیط با ۶ عدد خارج شده از گردونه ۹۰ عددی بازی یکسان باشد. جدول زیر احتمال برد جوایز جکپات و جوایز سطوح بعدی را با توجه تعداد مطابقت اعداد بلیط با اعداد خارج شده از گردونه قرعه کشی نشان می‌دهد.
| مطابقت | احتمال           |
| ------ | ---------------- |
| ۶      | ۱ به ۶۲۲٬۶۱۴٬۶۳۰ |
| ۵      | ۱ به ۱٬۲۵۰٬۲۳۰   |
| ۴      | ۱ به ۱۱٬۹۰۷      |
| ۳      | ۱ به ۳۲۷         |
| ۲      | ۱ به ۲۱٫۵۱       |

### عدد superstar
علاوه بر گردونه اصلی بازی، سوپر انالوتو دارای یک گردونه جداگانه دیگر با همان تعداد ۹۰ توپ با نام گردونه superstar می‌باشد، و هنگام برگزاری مسابقه از این گردونه یک توپ خارج می‌شود که توپ سوپراستار نامیده می‌شود. اهمیت این شماره اضافی در تعیین جایزه‌های کوچکتر است و جایزه‌های سطوح بعدی را چند برابر می کند. علاوه بر این مطابقت این عدد در بلیط با عدد خارج شده از گردونه سوپراستار در صورتی که تمام شش عدد اصلی بلیط نیز مطابق اعداد خارج شده از گردونه اصلی بازی باشد می‌تواند میزان جایزه اصلی یعنی جکپات را دو میلیون یورو افزایش دهد. جدول زیر احتمال برد جوایز جکپات و سطوح بعدی جوایز کوچکتر را به ازای یک بلیط هنگامی که شرکت کننده علاوه بر بازی اصلی، عدد سوپر استار را هم انتخاب می‌کند، نشان می‌دهد.
| مطابقت اعداد + superstar | احتمال برد          |
| ------------------------ | ------------------- |
| superstar + 6            | ۱ به ۵۶٬۰۳۵٬۳۱۶٬۷۰۰ |
| superstar + 5            | ۱ به ۱۱٬۱۸۱٬۱۸۳     |
| superstar + 4            | ۱ به ۱٬۰۷۱٬۶۲۵      |
| superstar + 3            | ۱ به ۲۹٬۴۰۳         |
| superstar + 2            | ۱ به ۱٬۹۳۵          |
| superstar + 1            | ۱ به ۳۰۲            |
| superstar + 0            | ۱ به ۹۰             |